# Жан Вільбрен Гійом Сан
Жан Вільбрен Гійом Сан (4 березня 1859 — 28 липня 1915) — президент Гаїті з 25 лютого до 27 липня 1915. Був двоюрідним братом Огюста Симон-Сана, президента країни 1896–1902 років.

## Президентство
Був командувачем Північного угрупування за часів повстання, що привело до влади президента Леконта. Пізніше він очолив повстання, що призвело до усунення від влади Ореста Самора. Сам він був проголошений президентом, коли його попередник, Жозеф Теодор, був змушений піти у відставку через те, що не зміг сплатити обіцяні кошти селянам, які його підтримали в боротьбі проти чинної влади.
Як п'ятий президент п'яти буремних років Сан був змушений боротися з повстанням проти власного режиму, яке очолив доктор Росалво Бобо. Останній виступав проти розширення комерційних і стратегічних зв'язків з урядом США. Остерігаючись долі своїх попередників, Сан жорстоко поставився до своїх опонентів, зокрема до більш освіченого й багатого мулатського населення. Кульмінація його репресій припала на 27 липня 1915 року, коли він наказав стратити 167 політичних в'язнів, включаючи колишнього президента Самора, якого тримали під вартою в Порт-о-Пренсі. Це розлютило населення, яке повстало проти уряду Сана, лишень народу дісталась звістка про страту.
Сан втік до французького посольства, де отримав притулок. Лідери повстанців увірвались до посольства та знайшли Сана. Його витягнули й відлупцювали до втрати свідомості, після чого викинули тіло за паркан посольства, де його розірвав натовп. Протягом наступних двох тижнів країною вирував хаос.
Звістка про вбивство невдовзі сягнула суден США, які перебували в гавані Порт-о-Пренса. Президент Вудро Вільсон наказав американським військам захопити столицю, посилаючись на те, що країну без влади можуть легко захопити німецькі війська. Американці висадились наступного дня, 28 липня, і тримали країну в окупації протягом дев'ятнадцяти років, до серпня 1934.